# マイク・ベイカー
マイク・ベイカー (Mike Baker) として知られた、マイケル・ベイカー（Michael Baker、1957年2月16日 - 2012年9月22日）は、特にBBCにおける業績で知られる、イギリスのジャーナリスト。
エセックス州のコルチェスター・ロイヤル・グラマー・スクールを経て、ケンブリッジ大学エマニュエル・カレッジに学んだベイカーは、1980年に大卒研修生としてBBCに加わった。彼は、1989年から、BBCを退職した2007年まで、BBCの教育問題専門記者であった。その時期に先立つ1980年から1989年にかけては、BBCの政治記者を務めており、その間の短期間には海外特派員や、国内ニュースの副編集長も務めた。ベイカーは、BBCニュース・オンラインの「EducationGuardian」や「Education Journal」のレギュラー・コラムニストであった。またティーチャーズTVでも複数の番組シリーズを担当していた。
おもな著書には、『Who Rules Our Schools』(Hodder & Stoughton) や『A Parents' Guide to the New Curriculum』(BBC Books) がある。彼は、ジャーナリストとしては初めて、インスティチュート・オブ・エデュケーションの客員教授に招かれた。2000年には、ミシガン大学のミシガン・ジャーナリズム・フェローシップを獲得し、後にはオックスフォード大学グリーン・カレッジ（後のグリーン・テンプルトン・カレッジ）でロイター・フェローとなった。彼はまた、カレッジ・オブ・ティーチャーズの名誉フェローであり、2008年にはチャータード・インスティテュート・オブ・パブリック・リレーションズ (CIPR) の「今年の教育ジャーナリスト (Education Journalist of the Year)」に選ばれた。
ベイカーは、2012年9月に、55歳で死去した。彼は肺癌の治療を受けており、このことをブログで公にしていた。